# Seznam historických zeměpisných názvů
Tento seznam podává stručné vysvětlení historických či alternativních toponym, které jsou sice používány, ale ne vždy jsou uváděny v mapách a atlasech.

## A
Agartha
Bájná říše nacházející se uvnitř Zeměkoule podle teorie tzv. duté Země.
Agram
Německý název pro Záhřeb.
Anjou
Oblast ve Francii na dolním toku řeky Loiry (jihozápadně od Paříže).
Antiochie
Řecký název tureckého města Antakya.
Asýrie
Historická říše rozprostírající se v oblasti přibližně dnešního Iráku (severní Mezopotámie) a části Íránu. Název podle města Assur.
Aškenáz
Hebrejské označení pro oblast Německa (používá se v označení větve tzv. Aškenázských židů).
Atlantida
Mytická země, jejíž poloha není známa. Udávají se různé možné lokality od míst ve Středozemním moři přes ostrovy v Atlantiku poblíž Gibraltaru až po Ameriku.
Aušvic
Označení pro město Osvětim v Polsku (polsky Oświęcim, německy Auschwitz).
Avalon
Bájný ostrov (keltský ostrov mrtvých) z pověsti o králi Artušovi (na Avalonu byl ukován meč Excalibur). Avalon by se měl nacházet někde poblíž Anglie či Walesu.

## B
Babylón
Historické město v Iráku, leží 90 kilometrů jižně od Bagdádu.
Banát
Oblast v Rumunsku (a Srbsku).
Bantustan
Název pro uměle vytvářená historická samosprávná území, existující v letech 1959–1994 v JAR a v letech 1968–1989 v Namibii pro původní černošské obyvatelstvo z důvodů jejich rasové segregace, prosazované tehdejším režimem apartheidu. Bantustanů bylo asi deset.
Batávie
V letech 1619–1942 označení pro dnešní Jakartu, hlavní město Indonésie.
Bečuánsko
Botswana, stát v jižní Africe.
Besarábie
Oblast Moldávie (území mezi řekami Prut a Dněstr) mezi Rumunskem a Ukrajinou. Dříve byla Besarábie hlavní částí historického knížectví Moldávie, po druhé světové válce vznikla na území Besarábie Moldavská republika.
Betlém
Město s arabskou většinou obyvatelstva v dnešním Izraeli, jižně od Jeruzaléma (Bethlehem).
Blatenské jezero
Jiný název pro jezero Balaton.
Bosna
Severní část dnešní republiky Bosna a Hercegovina.
Brašov
Brasov (německy Kronstadt), město v Rumunsku (nesplést se stejnojmenným Kronstadtem – ostrovem u Petrohradu).
Bretaň
Nejzápadnější oblast Francie (výběžek či poloostrov).
Brixen
Bressanone, město v dnešní Itálii.
Brünn
Německý název pro Brno.
Brunšvik
Braunschweig, město v Německu.
Budyšín
Bautzen, město v Německu.
Bukovina
Historická země v severozápadním Rumunsku a jihozápadní Ukrajině.
Burgundsko
Oblast ve Francii, která se rozkládá severně od Lyonu.
Búrská oblast, Búrové
Historické označení pro oblasti v Jižní Africe dříve ovládané Búry (holandskými kolonisty) – přibližně současné provincie Kapsko, Natal, Transvaal a Oranžsko.

## C
Cáhlov
Freistadt, město v Rakousku.
Cáchy
Aachen, město v Německu.
Carskoje Selo
Též Puškin, město v Rusku, kousek od Petrohradu.
Cařihrad
Slovanské označení Istanbulu (dříve Konstantinopole).
Cejlon
Dnes Srí Lanka, ostrovní stát v jihovýchodní Asii.
Celovec
Klagenfurt – město v Rakousku (země Korutany). Celovec je slovinský název.
Cislajtánie
Jiný název pro Předlitavsko.
Cukmantl
Zlaté Hory – městečko v Moravskoslezském kraji, dříve se jmenovalo Cukmantl (z německého Zuckmantel).

## D
Dalmácie
Oblast v Chorvatsku u pobřeží Jaderského moře.
Debrecín
Debrecen, město v Maďarsku.
Dolňácko
Etnografická oblast, část Moravského Slovácka (jihovýchodní Morava).
Drinopol
Řecký název pro Edirne, město v Turecku.

## E
Eger
Německý název pro Cheb.
Etrurie
Dnešní Toskánsko (v Itálii, severně od Říma). Území obývali v době přibližně 1200–500 let před naším letopočtem Etruskové.

## F
Falknov
Sokolov – město v Západních Čechách, do r. 1948 se jmenovalo Falknov nad Ohří.
Fénicie
Historická říše přibližně na území dnešního Libanonu. Féničané se nazývali latinsky Punové a v době cca 200 let př. n. l. pod fénickou říši spadalo Kartágo (město v severním Tunisu). Řím vedl s Kartágem tzv. punské války.
Filištínsko
Palestina. Filastin je arabský název Palestiny.
Florencie
Firenze, město v severní Itálii.
Flandry
Také Vlámsko. Oblast ležící na severu současné Belgie.
Formosa
Historický název pro Tchaj-wan.
Frísko
Historické Frísko tvořila část současné provincie Noord-Holland v Nizozemí, současná nizozemská provincie Frísko a část Dolního Saska podél pobřeží (dříve východní Frísko) v Německu.
Frisland
Fiktivní ostrov jižně od Islandu, jednalo se o omyl a v 17. století byl z map vymazán.
Frývaldov
Jeseník – město v Moravskoslezském kraji, jmenovalo se Frývaldov do r. 1947.

## G
Gondwana
Superkontinent, který zahrnoval území dnešní Jižní Ameriky, Afriky, Arábie, Indie, Austrálie a Antarktidy (cca před 600 milióny let). Viz také Pangea.
Gorkij
Nižnij Novgorod – město v Rusku, jmenovalo se Gorkij od r. 1932 do 1991.
Gottwaldov
Název pro Zlín v letech 1949–1989.

## H
Habeš
Dnešní Etiopie.
Halič
Historický název pro oblast v jihovýchodním Polsku a na západní Ukrajině (severní podhůří Karpat od horní Visly na západě až po horní Prut) na východě.
Haná
Území na střední Moravě v nížinách okolo řeky Moravy.
Helénové
Řekové
Helvécie
Švýcarsko
Hercegovina
Jižní část dnešní republiky Bosna a Hercegovina, centrem je město Mostar.
Herkulovy sloupy
Gibraltarská úžina
Hispánie
Španělsko
Hnězdno
Gniezno, město v Polsku
Holandsko
Historická provincie na západě Nizozemí
Horácko
Etnografická oblast na rozhraní Čech a Moravy
Horňácko
Národopisná oblast na jihovýchodní Moravě v podhůří Bílých Karpat, centrem je Velká nad Veličkou.
Hibernia
Latinský název pro Irsko

## Ch
Chodsko
Historická etnografická oblast v okolí západočeského města Domažlice
Chotěbuz
Cottbus, město v Německu

## I
Iberové
Starověký kmen obývající oblast východního Španělska, spojením s Kelty vznikli pak také Keltiberové.
Ičkerie
Čečensko
Ilýrie
Oblast východního pobřeží Jaderského moře (Dalmácie aj.) obývaná ilyrskými kmeny.
Indočína
Historická francouzská kolonie přibližně na území Vietnamu, Kambodže a Laosu.

## J
Janov
Genova, město v Itálii.
Jekatěrinoslav
Dněpropetrovsk, město na Ukrajině, dříve se jmenoval také Novorossijsk či Sičelav.
Jericho
Město v Izraeli poblíž Jeruzaléma.
Jugoslávie
Federativní stát, který vznikl v roce 1918 a skládal se ze Srbska, Makedonie, Černé Hory, Chorvatska, Bosny a Hercegoviny a Slovinska. V roce 1992 se z větší části rozpadl a jméno Jugoslávie nese již jen srbská část.

## K
Camelot (Kamelot)
Bájný hrad, sídlo krále Artuše. Umístění se připisuje různým místům v Anglii a Walesu.
(Saská) Kamenice
Chemnitz, město v Německu.
Kanaán
Biblický název dnešního území Palestiny při Středozemním moři.
Kanton
Anglický název pro Guangzhou, hlavní město provincie v jižní Číně (blízko Hongkongu).
Karl-Marx-Stadt
Název města Chemnitz (slovansky Kamenice) v letech 1953–1990.
Karlův Bělehrad
Alba Iulia – město v Rumunsku, německy Karlsburg.
Kartágo
Starověké město v severním Tunisu, zničené během punských válek.
Kaschau
Německý název pro Košice.
Kastilie
Oblast ve Španělsku, bývalé království, město Madrid.
Kočinčína
Bývalá francouzská kolonie přibližně na území jižního Vietnamu.
Konstantinopol
Hlavní město byzantské říše, dnes Istanbul.
Kouba
Cham, město v Německu.
Krajina
Území v dnešním Chorvatsku, osídlené dříve převážně Srby (většina vyhnána v letech 1991–1995).
Královec
Kaliningrad, město v Rusku (izolovaná oblast u Baltického moře), bývalý pruský Königsberg.
Kraňsko
Historická země ve Slovinsku.
Kristiánie
Oslo – hlavní město Norska. Dříve se také nazývalo Christiania nebo Kristiania.
Kremže
Krems, město a řeka v Rakousku.
Křížová
Krucemburk – městečko na Vysočině, nazýval se Křížová do roku 1993.
Kurdistán
Oblast obývaná Kurdy – část východního Turecka, západního Íránu a severního Iráku.
Kyrenaika
Jedna z provincií Libye, dříve samostatná oblast s velkým vlivem Itálie.
Kyšperk
Letohrad, městečko v Orlických horách, jmenovalo se Kyšperk do roku 1950. Existuje však i stejnojmenná zřícenina hradu Kyšperk v Krušných horách.

## L
Lašsko
Etnografický region na Severní Moravě (např. okolí Frýdku Místku, Nového Jičína).
Lemberg
Německý název pro Lvov, město na Ukrajině.
Leningrad
V dobách SSSR název pro Petrohrad (Sankt Petersburg), bývalé hlavní město carského Ruska.
Leopoldville
Kinshasa – hlavní město Demokratické republiky Kongo.
Levanta
Historicky přibližně oblast dnešní Sýrie, Jordánska a Izraele. Jméno Levanta se ale používá i pro jiná místa (řecký ostrov Zakynthos, oblast ve Španělsku u Valencie).
Linec
Linz, město v Rakousku.
Lublaň
Ljubljana (německy Laibach), hlavní město Slovinska.
Lusitánie
Oblast v západní části Iberského poloostrova (zvl. Portugalsko), nazývá se někdy také Keltiberie.
Lužice
Oblast ve východním Německu a částečně i západním Polsku, severně od Děčína a Liberce až téměř k Berlínu. Horní Lužice je blíže k hranici s ČR, Dolní Lužice leží blíže k Berlínu, města Bautzen, Kottbuz, Görlitz.

## M
Macao
Macau, malá oblast poblíž Hongkongu, nyní provincie Číny, dříve portugalská kolonie.
Mahábádská republika
Státní útvar na území Íránu (trval jen krátce po druhé světové válce).
Malgašská republika
Starší název státu Madagaskar.
Malvíny
Falklandské ostrovy (název používaný španělskými mluvčími).
Mandžusko
Oblast v severovýchodní Číně.
Maskat
Město v Ománu, dříve centrum samostatného sultanátu.
Mezopotámie
Starověké území, rozprostírající se přibližně v oblasti dnešního Iráku.
Mínoa, mínojská oblast
Ostrov Kréta.
Miškovec
Miskolc, město v Maďarsku.
Míšeň
Meissen, město v Německu (kousek od Drážďan).
Mohan
Main, řeka v Německu.
Mohuč
Mainz – město v západním Německu (dříve významné kulturní centrum).
Moldau
Německý název pro Vltavu.
Myanmar
Barma

## N
Normandie
Oblast v severní části Francie, dotýká se pobřeží kanálu La Manche.
Nová Anglie
Severovýchodní oblast USA zahrnující státy Connecticut, Rhode Island, Massechusets, New Hampshire, Vermont a Maine.

## O
Oranžsko
Provincie v Jihoafrické republice.
Orleán
Orléans, město ve Francii jižně od Paříže.
Osmanská říše
Turecká říše zasahující v dobách největšího rozmachu velké území blízkého východu i část jižní Evropy (Turecko, Irák, Írán, Libanon, Bulharsko, Makedonie, Řecko aj.)
Ostřihom
Esztergom – město v Maďarsku, arcibiskupské sídlo na Dunaji (německy Gran).

## P
Pangea
Superkontinent, který existoval předtím, než se přibližně před 200 miliony let rozdělil na menší kontinenty. Mezi superkontinenty patřily v průběhu vývoje také Laurentie, Rodinie, Pannotie, Baltika, Euramerika, Laurasie, Gondwana aj.
Panonie
Zadunají – zahrnuje krajinu jižně a západně od Dunaje, přibližně kolem Balatonu.
Pasov
Passau – město v jižním Německu (Bavorsku).
Peking
Beijing, hlavní město Číny.
Persie
Perská říše zasahovala v průběhu historie různé oblasti blízkého východu (nástupce po babylonské říši), především dnešní Írán, Irák, Turecko, Sýrii až k Egyptu.
Pětikostelí
Pécs, město v Maďarsku.
Podkarpatská Rus
Též Karpatská Rus, Uherská Rus, Zakarpatská Ukrajina... Historické území východně od Slovenska (město Užhorod), které bylo součástí Uherského království. Nyní je součástí Ukrajiny.
Podněstří
Separatistická republika v rámci Moldavska (město Tiraspol), na rozdíl od ostatních částí Moldavska jsou zde těsné vazby na Rusko.
Postupim
Potsdam, město v Německu.
Prešpurk
Bratislava, hlavní město Slovenska, do roku 1919 slovensky Prešporok/Prešporek, německy Pressburg, maďarsky Pozsony, latinsky Posonium.
Provence
Region ve Francii, v jihovýchodní části u Středozemního moře, sousedí s Itálií.
Prusko
V užším smyslu dnešní Kaliningradská oblast RSFSR a přilehlé části Polska a Litvy, bývalé Pruské království zabíralo celý sever dnešního Německa a Polska.
Předlitavsko
Polovina Rakousko-Uherské říše (západně od řeky Litavy). Předlitavsko zahrnovalo České země (Čechy, Moravu, část Slezska), Halič a Bukovinu, Horní a Dolní Rakousy, Salcbursko, Štýrsko, Korutany, Kraňsko, Tyrolsko, Vorarlbersko, Istrijsko, Dalmácii a Přímoří. Jiný název je také Cislajtánie.
Punové
Féničané

## R
Ráb
Gyor, město v Maďarsku.
Remeš
Reims, město ve Francii.
Rhodesie
Starší útvar, nyní státy Zimbabwe (Jižní Rhodesie) a Zambie (Severní Rhodesie).

## Ř
Řezno
Regensburg – město v jižním Německu (Bavorsku).
Římská říše
Proměnlivý útvar, který od několika století před naším letopočtem zasahoval rozličné oblasti zvláště jižní Evropy. Tzv. Svatá říše římská během středověku zasahovala i na oblast dnešních Čech, Německa, Rakouska, Polska aj.

## S
Sába
Staré hebrejské označení pro Jemen.
Sámova říše
Říše rozprostírající se nejspíše na území dnešních Čech a části Moravy (možná zasahovala až na Slovensko a do Bavorska).
Schüttenhofen
Německý název pro Sušici.
Sečuán
Oblast v střední Číně (Sichuan), někdy se označuje jako „Nebeské království“ pro své přírodní bohatství.
Sedmihradsko
Transylvánie – oblast v Rumunsku (sousedící s Maďarskem), je zde početná maďarská a německá menšina
Sefarad
hebrejsky Španělsko (používá se v označení větve tzv. sefardských židů)
Segedín
Szeged – město v Maďarsku
Shambhala (Šambhala)
Bájné město nacházející se v mytické podzemní říši Agartě.
Siam
Thajsko
Skanie
Jižní cíp Švédska sousedící s Dánskem.
Skythové, Skythie
Příslušníci kočovných kmenů z oblasti Íránu, rozšířili se až na sever od Černého moře (Ukrajina). Tato celá oblast byla ve středověku nazývána Skyhie.
Slezsko
Historické území na severovýchodě České republiky a v jihozápadním Polsku.
Slovácko
Národopisná oblast jižní Moravy jihovýchodně od Brna.
Smyrna
Izmir, město v Turecku.
Solnohrad
Salcburk, město v Rakousku.
Soluň
Thessaloníki, město v Řecku.
Stalingrad
Dnes Volgograd, dříve Stalingrad, před tím Caricyn, město na Volze.
Stoličný Bělehrad
Székesfehérvár, město v Maďarsku.
Sudety
Označení pro pohraniční oblasti Česka, ve kterých převažovalo německé obyvatelstvo, jednalo se tedy o pohraniční oblasti různé šířky téměř po celém obvodu hranice současné ČR (kromě hranice se Slovenskem a východní hranice s Polskem).
Sverdlovsk
Jekatěrinburg – město v Rusku, jmenovalo se Sverdlovsk od r. 1924 do r. 1991.

## Š
Švábsko
Německy Schwaben – historické území v jihozápadním Německu. V současnosti je součástí spolkových zemí Bádenska-Württemberska a Bavorska.

## T
Taus
Německý název pro Domažlice.
Temešvár
Timisoara, město v Rumunsku.
Terst
Trieste, město v Itálii (poblíž hranic s Chorvatskem), jadranský přístav.
Thrákové, Thracie
Bojovní obyvatelé z území přibližně dnešního Bulharska, Rumunska a části Řecka.
Translajtánie
Zalitavsko
Turkestán
Historický název pro Střední Asii, tedy přibližně dnešní Kyrgyzstán, Uzbekistán, Turkmenistán.
Tyros
Starověké fénické město v Libanonu na pobřeží Středozemního moře, současný název je Sur.

## V
Valašsko
Národopisný a kulturní region na severovýchodě Moravy (zvláště okres Vsetín) a též v Rumunsku.
Velehrad
Dříve také Veligrad, město ze starých českých pověstí, měl by zde být pochován kníže Svatopluk. Pravděpodobně se nejedná o současný Velehrad (ten byl založen až 1205). Nejspíše jde o Staré Město u Uherského Hradiště.
Vestfálsko
Historické území, dnes součást spolkové země Severní Porýní – Vestfálsko.
Vitoraz
Weitra, město v Rakousku.
Vlachy, Vlašsko
Severní Itálie.
Vlha
Flöha, město v Německu.
Volyň
Bývalá carská gubernie poblíž hranice s Rakouskem-Uherskem, osídlená dříve českými osadníky, nyní součást Ukrajiny.
Vratislav
Wrocław (německy dříve Breslau), město v Polsku.

## W
Wogastisburg
Místo, kde svedl kníže Sámo vítěznou bitvu s východofranským králem Dagobertem I. Poloha není známa, spekuluje se o mnoha místech, od jižní Moravy až po Bavorsko. Nejpravděpodobnější je umístění někde v západních Čechách (např. vrch Rubín u Podbořan).

## Z
Zair
Starší název pro Kongo.
Zalitavsko
Polovina Rakousko-Uherské říše (východně od řeky Litavy). Zalitavsko se skládalo z vlastních Uher (včetně Slovenska), Sedmihradska, Chorvatska-Slavonska a města Rijeky (dočasně také Bosna a Hercegovina). Jiný název je také Translajtánie.
Zanzibar
Oblast v Tanzanii, dříve německý a poté britský protektorát.
Zhořelec
Görlitz, Zgorzelec, město v Německu a Polsku.

## Ž
Žitava
Zittau – město v Německu (poblíž hranice s Polskem a ČR).